# Big Bug Bang
Big Bug Bang ou Big Bug Bang : Le Retour de Commander Blood est un jeu vidéo français sorti en 1996 sous MS-DOS. Il est développé par Cryo Interactive et édité par Microfolie's.
C'est le troisième volet, après L'Arche du Captain Blood et Commander Blood, d'une série de jeux d'aventure mettant en scène le Capitaine Blood.